# کوک سول وان
کوک سول وان، (به کره‌ای: 국술원) مجموعه هنرهای رزمی باستانی مدرن کُره است که در سال ۱۹۵۸ توسط سو این هیوک سازمان یافت.
او در سال ۱۹۶۱ تشکیلات سازمانیِ «کوک سول» را معرفی کرد و آن را «کوک سول وان» (انجمن هنرهای رزمی سنتی کُره) نامید.
هدف هیوک ارائهٔ گسترهٔ کاملی از هنرهای رزمی کُره‌ای و یکپارچه‌سازی آن، شامل ضربات دست و پا و استفاده از سلاح‌های سرد بود.
یکی از اسرار کوک سول وان برای موفقیت‌آمیز بودنِ مفصل این است که مدافع، دستش باز باشد؛ چراکه وقتی دست انسان به صورت مشت بسته باشد، ضعیف‌تر است.

## تاریخچه
سو این هیوک، توسط پدربزرگش، سو میونگ دیوک، مربی دربار سلطنتی کره، و با پیروی از سنت خانوادگی خود هنرهای رزمی کره که به شانزده نسل پیش وی بازمی‌گشت را آموزش دید. پس از مرگ پدربزرگش در طول جنگ کره، سو این هیوک در سراسر خاور دور سفر کرد و از صومعه‌های مختلف بودایی بازدید و با دیگر استادان بزرگ هنرهای رزمی دیدار کرد تا برای توسعه سیستم رزمی خود تحقیق کند.
در این راه برادرانش به وی کمک کردند. سو در ۱۹۶۱ کوک سول وان را پایه‌گذاری کرد. وی در سال ۱۹۷۴ به دلیل مشکلات سیاسی از کره جنوبی گریخت و در سال ۱۹۷۵ تصمیم گرفت سبک خود را در ایالات متحده معرفی کرده و گسترش دهد.

## فنون کاربردی
روش مبارزه در کوک سول وان به‌طور اجمالی شامل موارد ذیل است:
تکنیک‌های دست:
- روش‌های ضربات دست باز و بسته، شامل کف دست، مشت، ضربه با مچ، ضربه با انگشتان دست و تمرینات تخصصی دست
- ضربه به نقاط حساس بدن
- ضربه با بازو، آرنج و کتف
- دفاع در برابر ضربه و بلوکه کردن آن

تکنیک‌های پا:
- ضربات بنیادی (پایه)
- ضربات به نقاط حساس
- ضربات ویژه

تکنیک‌های گلاویزی و پرتابی:
- پرتاب بدن
- پرتاب‌های افت
- پرتاب پا
- نبرد بر روی زمین (گلاویز شدن بر روی زمین).[۳]

## جامه
کوک سول وان کاران، لباس‌های معمولی هنرهای رزمی کره یا دوبوک (도복) را برای تمرین می‌پوشند. اگرچه سفید یک رنگ رایج برای دوبوک در سبک‌های دیگر کره است که ظاهراً نشان دهنده «پاکی» است، اما تمام لباس‌های لباس در کوک سول وان به رنگ سیاه هستند که طبق فرهنگ کره ای برای نشان دادن خِرد استفاده می‌شود.

## کوک سول وان در ایران

داریوش غفاری، پایه‌گذار کوک سول وان در ایران، در حال اجرای تکنیک، ۱۳۵۸

کوک سول وان در سال ۱۳۵۹ خورشیدی توسط مهندس داریوش غفاری، رزمی کار ایرانی و کوک‌سول‌کار مقیم ایالات متحدهٔ آمریکا، وارد ایران شد و در ابتدا آموزش آن توسط وی در باشگاه آتش‌نشانی تهران آغاز گردید.
بنیان‌گذار کوک سول وان در ایران در طول دههٔ ۱۳۶۰ و ابتدای دههٔ ۱۳۷۰ به آموزش این هنر رزمی در نقاط مختلف تهران از جمله محلهٔ سیدخندان پرداخت.